# Jezioro Umultowskie
Jezioro Umultowskie – jezioro morenowe polodowcowe (lub powstałe w wyniku upadku meteorytu), położone w północnej części Poznania, na terenie Umultowa, w rejonie ulic Umultowskiej, Mleczowej, Słonecznikowej i Rumiankowej.

## Dane morfometryczne
Jest to jeden z najmniejszych zbiorników wodnych miasta. Jezioro leży w północnym, naramowckim klinie zieleni i jest w nim jedynym dużym akwenem. Zasilane przez Potok Umultowski. Powierzchnia zwierciadła wody wynosi 3,1 ha. Powierzchnia zlewni - 0,7 km².
Jedna z teorii zakłada, że jezioro jest tworem poimpaktowym (powstałym w wyniku upadku meteorytu) i w tej sytuacji powstało z tego samego spadku, co pozostałe obiekty utworzone w wyniku deszczu meteorytów na Morasku.

## Obiekty nadbrzeżne
Nad brzegiem jeziora od strony ulicy Mleczowej zlokalizowany jest kościół pw. Św. Jadwigi Królowej Wawelskiej oraz w pobliżu znajdują się Osiedle Różany Potok i Kampus Morasko. Do jeziora przylegają tereny parkowe dworu umultowskiego.

## Przyroda

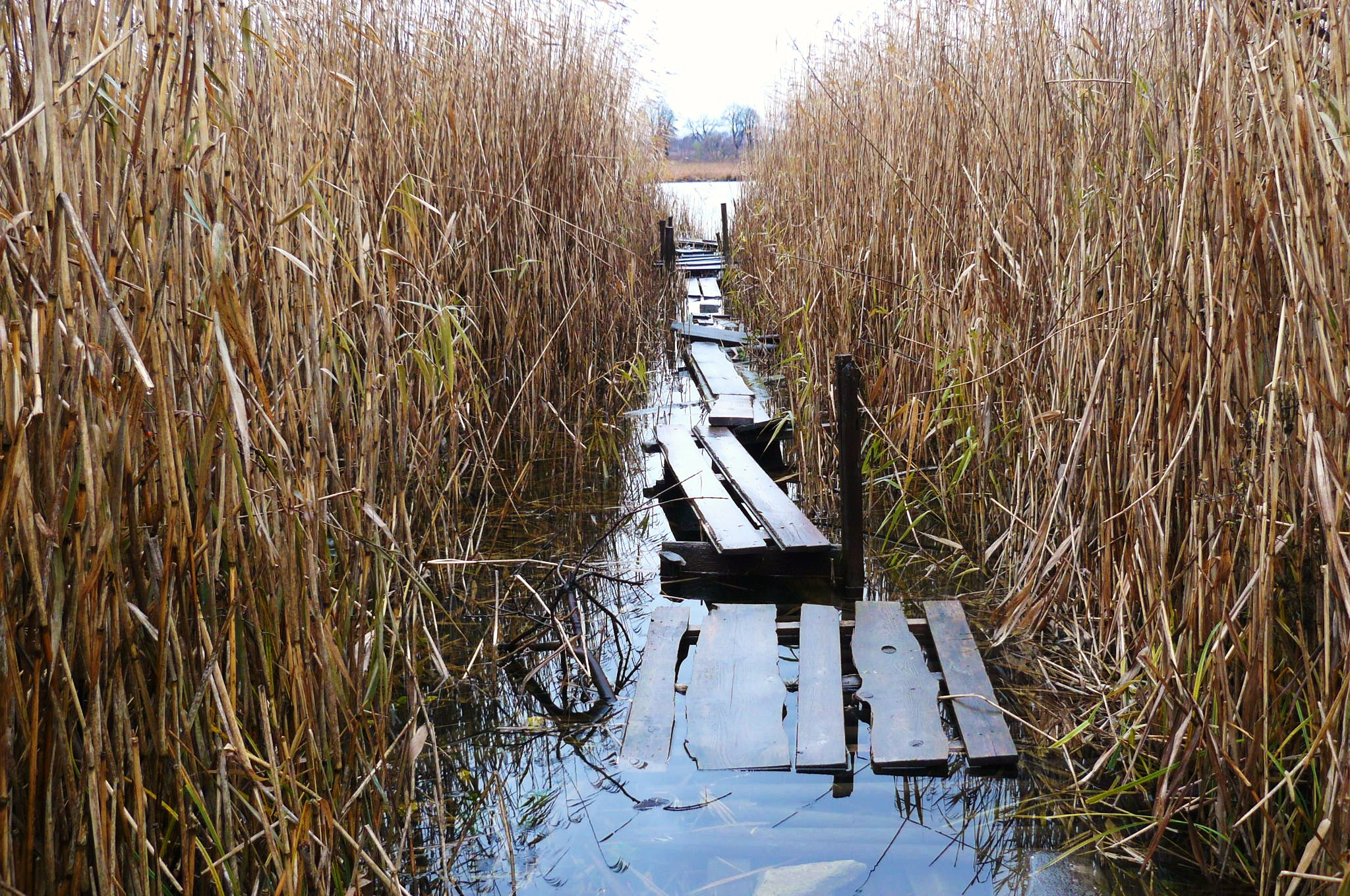
Kładka wędkarska

Jezioro Umultowskie jest objęte ochroną od 1994, jako użytek ekologiczny. Jest zbiornikiem silnie zeutrofizowanym, o kształcie prawie kolistym. Teren wokół jeziora jest silnie podmokły, trudno dostępny, otoczony pasem szuwarów trzcinowych przechodzącym w podmokłe łąki. Od zachodu do szuwarów przylegają łozowiska. 
W 2006 w okolicy stwierdzono występowanie bobra. Zgryzy występowały wzdłuż ul. Mleczowej i wokół całego jeziora. Bobry penetrowały tereny nawet do 100m w głąb lądu. Na terenie łozowiska stwierdzono też ślady buchtowania dzików. 
W okolicznych lasach żyją sarny, a na jeziorze pływały perkozy dwuczube, krzyżówki i łyski. Obserwowano także parę błotniaków stawowych i bąka. 
W akwenie zdarzały się niezbyt intensywne zakwity, spowodowane przez glony sinicowe.

## Degradacja
Według informacji Towarzystwa Przyrodniczego "Salamandra" część szuwarów została niezgodnie z prawem zasypana gruzem budowlanym. Akwen jest też zaśmiecany. W związku z powyższym jezioro ulega stopniowej degradacji.

## Wędkarstwo
Mimo degradacji zbiornik jest intensywnie wykorzystywany przez wędkarzy, zwłaszcza w weekendy (zarówno z brzegów, jak i z wody). Stanowi o tym bliskość rozległych osiedli piątkowskich i postępująca urbanizacja okolicy.

## Inne akweny w pobliżu
W północnym klinie zieleni znajdują się także inne zbiorniki wodne: Staw Młyński i Zimna Woda.